# Orange Volunteers
Die Orange Volunteers (OV) oder Orange Volunteer Force (OVF) ist eine kleine unionistische paramilitärische Gruppe in Nordirland. Die Gruppe kämpft für den Anschluss Nordirlands als Teil von England. Die OV wird vom Vereinigten Königreich als terroristische Organisation klassifiziert.
Die OV wurde 1998 von Loyalisten gegründet, die mit dem Karfreitagsabkommen nicht einverstanden waren. Im folgenden Jahr verübte die Gruppe eine Reihe von Bombenanschlägen auf katholische Geschäfte. Seit 2000 ist die Gruppe relativ inaktiv. Die OV vereinigten sich mit Teilen des Orange Order und vertreten eine protestantisch-fundamentalistische Ausrichtung. Ihr ursprünglicher Anführer war Pastor Clifford Peeples.